# María Castellanos
Pour les articles homonymes, voir Castellanos et Girón.
María Dolores Castellanos Girón est une karatéka guatémaltèque née le 12 mai 1988. Elle a remporté la médaille d'or en kumite plus de 68 kg aux Jeux panaméricains de 2011 à Guadalajara après la médaille d'argent dans la même catégorie aux championnats panaméricains de karaté 2009 à Curaçao.